# Manuel Zaguirre
Manuel Zaguirre Cano es un sindicalista español. Nacido en Bacares (provincia de Almería) en 1947. 

## Biografía
En 1952 emigra a Barcelona con toda su familia. Con 16 años empieza a colaborar con el PSUC. A los 18 años ingresa en el Banco Ibérico y allí es donde entra en contacto con la gente de la Unión Sindical Obrera (USO). Continúa en el banco hasta 1971. En 1972 es detenido; tras la muerte de Franco, es amnistiado.
Entre 1969 y 1971 ocupa la secretaría general en Cataluña de dicho sindicato, y después de ocupar el cargo secretario de Relaciones Políticas y Sindicales en la ejecutiva federal, en julio de 1977, fue elegido secretario general nacional, cargo que desempeña durante más de 25 años, hasta el 13 de abril de 2002 (VII Congreso de la USO). En octubre de 2001 fue elegido vicepresidente de la Confederación Mundial del Trabajo.
El 27 de octubre de 2011 Manuel Zaguirre recibió la Medalla de Oro al Mérito en el Trabajo y en julio de 2012 se jubiló. 
Reside en Barcelona, colabora con varias ONGs, entre ellas Sotermún, de la que fue presidente, y milita en el PSC (Partit dels Socialistes de Catalunya).

## Libros
Autor del libro A vueltas con la solidaridad y la esperanza. Recopilación de 60 artículos de opinión publicados en los dos últimos años en distintos medios de comunicación, tanto en España como en Latinoamérica. También publicó Habrá que sembrar el futuro de recuerdos. Lo que compartí con Eugenio Royo.